# أزمة الوقود السريلانكية 2017
أزمة الوقود السريلانكية 2017 واجهت سريلانكا في الفترة من 3 نوفمبر 2017 حتى 11 نوفمبر 2017 نقصًا في الوقود عندما تم رفض شحنة وقود دون المستوى المطلوب مما تسبب في استنفاد الحجوزات بسبب مخاوف عامة الناس من استمرار الأزمة. كان هناك نقص فقط في البنزين وليس الديزل أو الكيروسين.

## الأحداث
بدأت أزمة الوقود في سريلانكا في 3 نوفمبر 2017 عندما بدأت الشائعات تنتشر عن رفض شحنة وقود تابعة لشركة لانكا آي أو كيو (شركة النفط الهندية). في وقت لاحق تم تأكيد صحة الإشاعة والسبب في ذلك هو أن الوقود في الشحنة المرفوضة لا يرقى إلى مستوى المعايير. تحدث وزير تنمية الموارد البترولية أرجونا راناتونجا في اليوم التالي عن الوضع لوسائل الإعلام. أعلنت وزارة تنمية الموارد البترولية أن هناك 10.000 طن متري من الوقود في الاحتياطيات لتستمر حتى 9 نوفمبر 2017 لكن زعيم اتحاد البترول السيلاني أسانكا راناوالا قال عكس ذلك. بسبب تطور الوضع المتوتر بدأ عامة الناس في الشراء بدافع الذعر مما تسبب في استنفاد الاحتياطيات بشكل أسرع مما كان متوقعًا. توقفت الأزمة بعد السفينة نيفاسكا ليدي في 11 نوفمبر 2017 التي وصلت بحمولة 40 ألف طن متري من الوقود والتي تم الإبلاغ عنها على أنها كافية لمدة عشرين يومًا.

## أسباب أخرى
بخلاف الوقود المتدني الذي تم رفضه باعتباره السبب الرئيسي للأزمة، كانت هناك عدة أحداث أخرى أدت إلى تفاقم الأزمة خلال هذه الفترة الزمنية:
- تأخير سفينة وقود أخرى، وصلت شحنة الوقود المرفوضة إلى سريلانكا في 15 أكتوبر 2017 ورُفضت في 17 أكتوبر 2017، لكن هذا لم يسبب أي ذعر لأن سفينة الوقود «نيفاسكا ليدي» كان من المفترض أن تصل في 4 نوفمبر 2017 بسبب مؤسسة البترول السيلانية، ولكن حتى هذه السفينة اضطرت إلى تمديد موعد وصولها إلى 11 نوفمبر 2017.[4] وهذا ما أدى إلى انتشار الشائعات حول نقص الوقود الذي نشأ عنه الذعر العام.
- إغلاق مصفاة النفط في سابوغاسكاندا، هي مشكلة أخرى واجهتها في هذه الأزمة هي فقدان الطاقة الذي تسبب في إغلاق مصفاة سابوغاسكاندا للنفط لمدة ثلاثة أيام تقريبًا. مصفاة سابوغاسكاندا للنفط هي مصفاة النفط الوحيدة في الجزيرة بأكملها والتي تسببت في غضب عامة الناس بعد ما حدث.[5]
- لا يوجد بديل للمخزون المرفوض، أبلغت شركة لانكا آي أو كيو أنها غير قادرة على استبدال المخزون المرفوض واستمرت في إيواء المخزون المرفوض في ميناء ترينكومالي. كانت هذه هي المشكلة الأولى التي صهرت النقص وتسببت في الأزمة.

## الحلول المنفذة
وقد اتخذت وزارة تنمية الموارد البترولية العديد من الخطوات لتجاوز المشكلة حتى وصول أي شحنات وقود:
- الشراء من السوق الفوري: تم شراء الوقود من السوق الفورية للتعافي فورًا من النقص. تم شراء 8500 برميل من السوق الفوري في حين تم إخفاء السعر عن الجمهور.[6]
- تحرير احتياطيات محطات الوقود: بعد ارتفاع الطلب على البنزين أمرت وزارة البترول محطات الوقود بالتخلي عن احتياطياتها دون أي تردد.[7]

## ما بعد الأزمة
تم تعيين لجنة فرعية وزارية من قبل رئيس سريلانكا مايثريبالا سيريسينا من أجل التحقيق في الأزمة في 7 نوفمبر 2017. ووفقًا للتقرير الذي قدمته اللجنة في 17 نوفمبر 2017 كان السبب الرئيسي للأزمة هو عدم الحفاظ على مخزون الوقود المناسب وفقًا لمتوسط الاستخدام وسبب آخر هو عدم إبلاغ السلطات العليا بالوضع المزري في الوقت المناسب مما تسبب في حدوث الأمر برمته الوضع خارج عن السيطرة. وفقًا للمسؤولين فإن التقرير غير حاسم كما طلبت اللجنة الفرعية تعيين موظفين فنيين للحصول على تقرير أكثر تفصيلاً.